# Renascentistul (Star Trek: Voyager)
„Renascentistul” (titlu original: „Renaissance Man”) este al 24-lea episod din al șaptelea sezon (și ultimul) al serialului TV american științifico-fantastic Star Trek: Voyager și al 170-lea episod în total. A avut premiera la 16 mai 2001 pe canalul UPN.

## Prezentare
Doctorul este nevoit să ajute un grup de extratereștri să fure miezul warp al navei Voyager.

## Actori ocazionali
- Alexander Enberg - Vorik
- Andy Milder - Nar
- Wayne Thomas Yorke - Zet
- David Sparrow - Alien/Doctor
- J. R. Quinonez - Hierarchy/Doctor
- Earl Maddox - Uxali Alien